# Moses Ehambe
Moses Randall Ehambe (Arlington, 22 maggio 1986) è un ex cestista e allenatore di pallacanestro statunitense con cittadinanza della Repubblica Democratica del Congo.

## Carriera
Con gli Stati Uniti ha disputato i Giochi panamericani di Guadalajara 2011.

## Palmarès
- Campione NBDL (2011)
- Miglior tiratore da tre punti NBDL (2011)
- Jason Collier Sportsmanship Award (2012)